# UFC 256
UFC 256: Figueiredo vs. Moreno（ユーエフシー・ツーフィフティシックス：フィゲイレード・バーサス・モレノ）は、アメリカ合衆国の総合格闘技団体「UFC」の大会の一つ。2020年12月12日、ネバダ州ラスベガスのUFC APEXで開催された。

## 大会概要
本大会では王者デイブソン・フィゲイレードと挑戦者ブランドン・モレノによるUFC世界フライ級タイトルマッチが組まれた。
本大会は、2020年のUFC イベント・オブ・ザ・イヤーを受賞した。

## 試合結果

### アーリープレリム
第1試合 フェザー級 5分3R
○  チェイス・フーパー vs.  ピーター・バレット ×
3R 3:02 ヒールホールド

### プレリミナリーカード
第2試合 女子ストロー級 5分3R
○  ティーシャ・トーレス vs.  サム・ヒューズ ×
1R 5:00 TKO（ドクターストップ）
第3試合 フェザー級 5分3R
○  ギャビン・タッカー vs.  ビリー・クアランティーロ ×
3R終了 判定3-0（30-27、30-27、30-27）
第4試合 ライト級 5分3R
○  ラファエル・フィジエフ vs.  ヘナート・モイカノ ×
1R 4:05 KO（左フック）
第5試合 フェザー級 5分3R
○  カブ・スワンソン vs.  ダニエル・ピネダ ×
2R 1:52 KO（右ストレート→パウンド）

### メインカード
第6試合 ヘビー級 5分3R
○  シリル・ガーヌ vs.  ジュニオール・ドス・サントス ×
2R 2:34 TKO（右肘打ち→パウンド）
第7試合 ミドル級 5分3R
○  ケビン・ホランド vs.  ホナウド・ジャカレイ
1R 1:45 KO（グラウンド状態での下からの右フック→パウンド）
第8試合 女子ストロー級 5分3R
○  マッケンジー・ダーン vs.  ビルナ・ジャンジロバ ×
3R終了 判定3-0（29-28、29-28、29-28）
第9試合 ライト級 5分3R
○  チャールズ・オリベイラ vs.  トニー・ファーガソン ×
3R終了 判定3-0（30-26、30-26、30-26）
第10試合 UFC世界フライ級タイトルマッチ 5分5R
△  デイブソン・フィゲイレード vs.  ブランドン・モレノ △
5R終了 判定1-0（48-46、47-47、47-47）
フィゲイレードが2度目の王座防衛に成功。

### 各賞
ファイト・オブ・ザ・ナイト：デイブソン・フィゲイレード vs. ブランドン・モレノ
パフォーマンス・オブ・ザ・ナイト：ケビン・ホランド、ラファエル・フィジエフ
各選手にはボーナスとして5万ドルが授与された。

### カード変更
負傷などによるカードの変更は以下の通り。